# Il vizio di famiglia
Il vizio di famiglia è un film italiano del 1975, diretto da Mariano Laurenti. Interpretato da Renzo Montagnani, Edwige Fenech e Roberto Pace (con il nome d'arte di Roberto Cenci), il film è una commedia sexy all'italiana, un sottogenere cinematografico a sfondo erotico molto in voga in quel periodo.

## Trama
Il conte Giosuè, industriale degli spaghetti della provincia veneta, sta per morire e la sorella, la moglie e la figlia cercano di accaparrarsi l'ingente eredità, scatenando una guerra fatta esclusivamente di colpi bassi. In questo scenario familiare, arriva alla villa, con mansioni di domestico, l'ex detenuto Giacomo, che in realtà è stato assoldato da Magda, sorella del conte, per compromettere e di fatto allontanare la moglie rivale. 
Per riuscire nell'intento, Giacomo deve perfino fingersi omosessuale, ma la copertura si rivela fallimentare: la villa è abitata da donne affascinanti e smaliziate, che gli fanno girare la testa; una volta scoperte le sue vere attitudini, tutte queste cercheranno di portarlo dalla loro parte tentandolo con le proprie grazie. 
Come se il solo Giacomo non bastasse, anche il giovane Marco, nipote d'una delle donne, si ritrova ad ammirare i sinuosi corpi nudi di queste e a tentare diversi approcci con loro. Dopo la morte del nobile, un colpo di scena finale chiarisce incontrovertibilmente le gerarchie all'interno della famiglia.

## Curiosità
La moto guidata da Edwige Fenech è una Honda CB 350 Four del 1974 colore light ruby red.